# 혼수 (드라마)
《혼수》는 2003년 9월 12일에 KBS 2TV에서 방영된 추석 특집 드라마이다.
당초 표민수 PD가 연출자로 낙점되었으나 캐스팅 문제로 작가(김수현)와 마찰을 겪었을 뿐 아니라 KBS 2TV 월화미니시리즈 고독 연출을 맡아 고사했고 이 과정에서 첫 방송일도 2002년 3월 3일에서 2003년 9월 12일로 바뀌었다.

## 등장 인물

### 주요 인물
- 김현수 : 승주 역
- 김정현 : 정일 역

### 그 외 인물
- 김해숙 : 박진숙 역
- 김용림 : 안복희 역
- 백일섭 : 나사장 역
- 박현숙 : 연주 역
- 김규철 : 상훈 역
- 김명수 : 형주 역
- 김나운 : 수경 역
- 김응석 : 정균 역
- 허윤정 : 혜수 역
- 이다연 : 정아 역